# Nikos Anadiotis

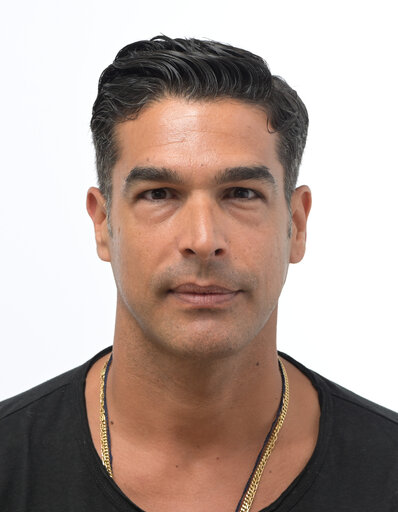
Nikos Anadiotis

Nikolaos „Nikos“ Anadiotis (* 10. Februar 1983 in Athen) ist ein griechischer Politiker der Dimokratikó Patriotikó Kínima (NIKI). Seit dem 16. Juli 2024 ist er Mitglied des Europäischen Parlaments.

## Leben
Anadiotis arbeitete vor seiner politischen Karriere als Model und Schauspieler und war für seine Teilnahme in einer griechischen Reality-Show bekannt. Bei der Europawahl in Griechenland 2024 erhielt Anadiotis 41.920 Stimmen.
Seit seinem Einzug ins Europäische Parlament ist Anadiotis als fraktionsloser Abgeordneter Mitglied im Ausschuss für Kultur und Bildung sowie stellvertretendes Mitglied im Ausschuss für bürgerliche Freiheiten, Justiz und Inneres. Er ist zudem Mitglied der Delegation im Ausschuss für parlamentarische Kooperation EU-Russland, der Delegation für die Beziehungen zu Belarus und der Delegation in der Parlamentarischen Versammlung EURO-NEST.